# Siegelsdorf (Gemeinde Lasberg)
Siegelsdorf ist eine Ortschaft in der Marktgemeinde Lasberg im Bezirk Freistadt, Oberösterreich.
Die Ortschaft befindet sich südöstlich von Freistadt, südwestlich von Lasberg und liegt im Einzugsbereich der Feldaist. Siegelsdorf besteht weiters aus der Streusiedlung Siegelsdorf-Zerstreute Häuser, einer freistehenden Lage und der Burgruine Dornach. Am 1. Jänner 2024 zählte die Ortschaft 197 Einwohner.

## Geschichte
Das früheste Schriftzeugnis des Ortes stammt aus 1379 und lautet „Sygleinstorf“. Namensgebend für den Ort war augenscheinlich der alte Personenname Sigili.